# Мур, Хуанита
Хуани́та Мур (англ. Juanita Moore, 19 октября 1914 — 1 января 2014) — американская актриса.

## Биография
Хуанита Мур родилась в Гринвуде, Миссисипи. Начала сниматься в 1950-е годах в незначительных второстепенных ролях. Наиболее известной стала её роль экономки Энни Джонсон в фильме Дугласа Сирка «Имитация жизни», за которую она была номинирована на «Оскар» как лучшая актриса второго плана.
В 2000 году, после 12-летнего перерыва, Хуанита Мур вновь вернулась в кино в фильме «Малыш». Актриса скончалась в своём доме в Лос-Анджелесе 1 января 2014 года в возрасте 99 лет.

## Фильмография
- Малыш (2000) — Бабушка Кенни
- Слияние двух лун (1988) — Делайла
- Жена О’Хары (1982) — Этель
- Эбби (1974) — Миранда Поттер
- Деликатное состояние папы (1963) — Элли
- Прогулка по беспутному кварталу (1962) — Мама
- Тэмми, скажи мне правду (1961) — Дэлла
- Имитация жизни (1959) — Энни Джонсон
- Эта девушка не может иначе (1956) — Хильда
- Выкуп (1956) — Ширли Лорейн
- Афера в Тринидаде (1952) — Доминика
- Клеопатра (1934) — танцовщица / рабыня